# Симмонс, Расселл
Ра́сселл Уэ́ндел Си́ммонс (англ. Russell Simmons; род. 4 октября 1957, Куинс, Нью-Йорк) — американский предприниматель, писатель, музыкальный продюсер. Соучредитель хип-хоп-лейбла Def Jam Recordings и создатель линий модной одежды Phat Farm, Argylecultural и Tantris. В 2011 году состояние Симмонса оценивалось в 340 миллионов долларов.
Продюсируя и управляя такими артистами, как Кёртис Блоу, Run-D.M.C., Whodini и Jimmy Spicer, Симмонс объединил усилия с продюсером Риком Рубином и основал хип-хоп-лейбл Def Jam Recordings. Под руководством Симмонса в качестве председателя Def Jam подписал контракты с такими исполнителями, как Beastie Boys, Public Enemy, LL Cool J, Jay-Z, DMX и Kanye West. С 1992 по 1997 год он также продюсировал телепрограмму Def Comedy Jam.
Симмонс пропагандирует веганство и образ жизни, связанный с йогой. Он также опубликовал книги о здоровом образе жизни и предпринимательстве. В 2017 году несколько женщин публично обвинили Симмонса в сексуальном насилии; он отверг обвинения. После этих обвинений Симмонс ушёл со своих различных должностей в бизнесе и благотворительной деятельности, включая должность в Def Jam. С мая 2009 года является послом доброй воли ООН. Главный редактор журнала GlobalGrind.com: The World According To Hip-Hop.

## Биография
Расселл родился в Куинсе. Отец Рассела, Даниель Симмонс, работал директором в школе, а мать, Эвелин Симмонс, администратором парка в Нью-Йорке.
После школы он учился в City College of New York. Увлекшись продюсированием, решил бросить колледж и устроиться на работу. Первый опыт в качестве продюсера Рассел получал у Кёртиса Блоу, а также в группе его младшего брата, Джозефа (DJ Run), Run-D.M.C.
В 1984 году Симмонс познакомился с Риком Рубином, с которым позже выпускали альбомы для Beastie Boys, LL Cool J и Public Enemy и других, на собственном лейбле Def Jam Recordings.
Со своей будущей женой Рассел познакомился на показе Дома моды «Mary McFadden» в ноябре 1992 года; модель Кимора Ли как раз участвовала в нём. И через пять лет, в последние минуты уходящего 1997 года, Рассел, наконец, предложил ей свою руку и сердце. В 1998 году они поженились на карибском острове Сен Бартелеми.
В 2005 году Расселл Симмонс стал одним из 22-х крупных деятелей шоу-бизнеса, которые основали совместный благотворительный фонд Fashion Delivers Charitable Foundation для ликвидации последствий урагана «Катрина».
Но в марте 2006 года Рассел и Кимора решили развестись, что, впрочем, осуществилось только в январе 2009 года из-за разногласий при бракоразводном процессе. Двое их детей, Мин Ли и Аоки Ли, пошли по стопам матери и сейчас участвуют в показах детской модной коллекции «Baby Phat Kids Collection».
С середины 1990-х годов Симмонс практикует йогу (в частности, дживамукти-йогу) и трансцендентальную медитацию. В 2014 году вышла его книга Success Through Stillness: Meditation Made Simple, посвящённая этой теме. В том же году Симмонс признался в одном из интервью, что его любимыми книгами являются «Бхагавадгита» и «Йога-сутры» Патанджали и что он читает их «ежедневно».